# Risinghoe Castle

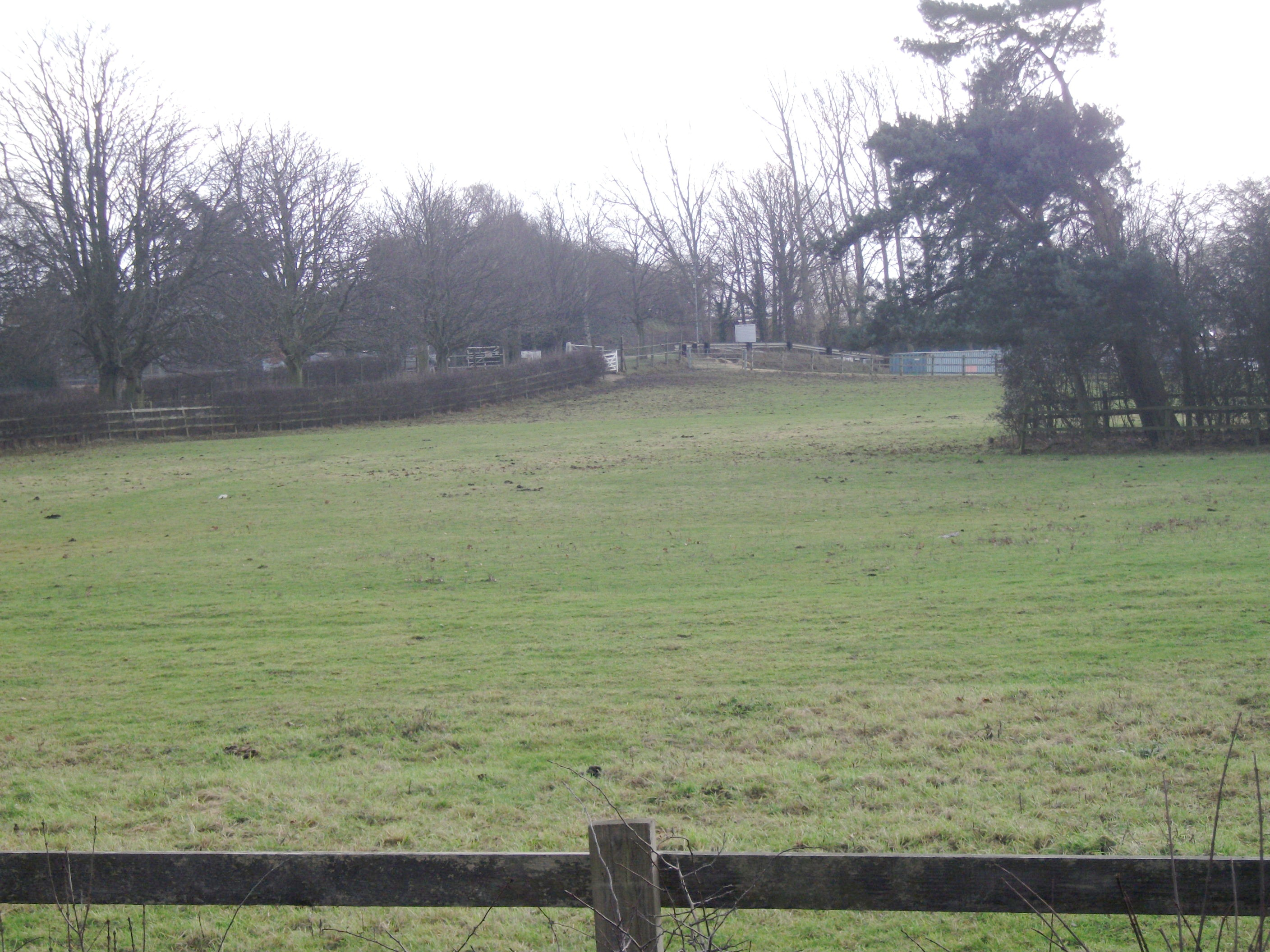
Mound von Risinghoe Castle von der Goldington Road aus

Risinghoe Castle, manchmal auch Goldington Castle genannt, ist eine abgegangene Burg im früheren Dorf Goldington in der englischen Verwaltungseinheit Borough of Bedford. Das Dorf Goldington ist heute nach Bedford eingemeindet. Der Mound der ehemaligen Burg liegt am Nordufer der Great Ouse, ca. 5 km östlich von Bedford Castle und etwa 1,6 km westlich von Renhold Castle.

## Details
Es ist unsicher, ob die erhaltenen Erdwerke tatsächlich zu einer Burg gehörten. Wahrscheinlich war Risinghoe Castle eine hölzerne Motte, die irgendwann nach der normannischen Eroberung Englands 1066 erbaut wurde. Sie soll Hugh de Beauchamp, dem größten Grundbesitzer in Goldington im Jahre 1086, gehört haben. Bereits gegen Ende des 12. Jahrhunderts wird die Burg als „alt“ bezeichnet. Vermutlich fiel sie mit der Grangie von Risinghoe und der Grundherrschaft von Puttenhoe an die Warden Abbey und wurde dann nach der Auflösung der englischen Klöster an Sir John Gostwick übertragen. Danach fiel sie zusammen mit dem Rest ihrer Ländereien in Goldington an John Russell, 4. Duke of Bedford.
Es gibt keinen sichtbaren Beweis für einen Burghof oder andere Elemente einer mittelalterlichen Burg, was allerdings am ausgedehnten Tonabbau auf dem Gelände in viktorianischer Zeit liegen kann. Eine Reihe von Autoren gab an, dass 1943 Ausgrabungen an dem 6 Meter hohen Mound vorgenommen wurden, aber es scheinen keine Primärquellen über diese Ausgrabungen zu existieren und sie werden auch nicht im Bericht über das Jahrestreffen 1943 der Bedfordshire Natural History and Archaeological Society erwähnt. Eine andere Version, die von den Einwohnern des ehemaligen Dorfes erzählt wird, besagt, dass der Mound 1940 zum Bau eines Luftschutzraumes aufgegraben wurde und man nichts fand. Wenn diese zweite Version stimmt, wurden dort nie professionelle Ausgrabungen durchgeführt.
Beauchamp Wadmore nährt in seinem Buch The Earthworks of Bedfordshire von 1920 weitere Zweifel am Status von Risinghoe Castle. Wadmores Untersuchungen weisen darauf hin, dass der Mound als Denkmal an einen Sieg über die Dänen im 9. Jahrhundert in Zusammenhang mit dem nahegelegenen Gannock Castle errichtet worden sein könnte. Wadmore führt auch an, dass es vor der Beschädigung des Geländes durch den Tonabbau einen zweiten, kleineren Mound gegeben haben soll. Aber eine frühe Ordnance-Survey-Karte gibt das Gelände als früheren Standort einer Burg an.
Der Mound von Risinghoe Castle liegt heute auf dem Grundstück einer Privatfirma und ist nicht öffentlich zugänglich. Von einer Straße in der Nähe kann man das Gelände aber einsehen.